# Kieselgestein
Kieselgestein ist ein gelegentlich verwendeter Überbegriff für SiO2-reiche Sedimentgesteine. Der Name stammt von der veralteten Bezeichnung Kieselsäure für Siliciumdioxid, die man auch für die daraus gebildeten Minerale wie z. B. Quarz, Chalcedon (SiO2) und Opal (SiO2·nH2O) verwendete. Kieselgesteine entstehen entweder primär durch die sedimentäre Anhäufung kieseliger Organismenschalen (Radiolarit, Kieselgur, Diatomit) oder durch sekundäre Bildung von Konkretionen während der Diagenese. In solchen nachträglich verkieselten Sedimentgesteinen (z. B. Kalksteine, Sandsteine oder Brekzien) treten die SiO2-Phasen entweder fein verteilt in der Gesteinsmatrix oder in Form von Knollen (Feuerstein, Hornstein) auf.
Verwandte Termini sind Kieselkalk (veraltet), Kieselmergel, Kieseloolith, Kieselsandstein (veraltet) und Kieselschiefer (veraltet).
Heute werden Kieselgesteine unter dem englischen Fachbegriff Chert zusammengefasst.